# Архиепархия Браззавиля
Архиепархия Браззавиля (лат. Archidioecesis Brazzapolitana) — архиепархия Римско-католической церкви с центром в городе Браззавиль, Республика Конго. В митрополию Браззавиля входят епархии Гамбомы и Кинкалы. Кафедральным собором архиепархии Браззавиля является собор Святейшего Сердца Иисуса.

## История
4 июня 1886 года Святой Престол учредил апостольский викариат Французского Конго.
14 октября 1890 года Римский папа Лев XIII издал буллу «Ob nimiam», которой разделил апостольский викариат на две части; это привело к созданию апостольского викариата Нижнего Французского Конго (сегодня — епархия Пуэнт-Нуара) и апостольского викариата Верхнего Французского Конго, который 14 июня 1922 года изменил своё название на апостольский викариат Браззавиля.
21 декабря 1950 года апостольский викариат Браззавиля передал часть своей территории для создания апостольского викариата Форта-Русе (сегодня — епархия Овандо).
14 сентября 1955 года Римский папа Пий XII издал буллу «Dum tantis», которой возвёл апостольский викариат Браззавиля в ранг архиепархии-митрополии.
3 октября 1987 года архиепархия Браззавиля передала часть своей территории для создания епархии Кинкалы.

## Ординарии архиепархии
- епископ Antoine-Marie-Hippolyte Carrie, C.S.Sp.[2] (8.06.1886 — 14.10.1890), назначен апостольским викарием Нижнего Французского Конго;
- епископ Philippe-Prosper Augouard, C.S.Sp. (14.10.1890 — 3.10.1921);
- епископ Firmin-Jules Guichard, C.S.Sp. (12.06.1922 — 27.04.1936);
- епископ Paul Joseph Biéchy, C.S.Sp. (27.01.1936 — 1954);
- архиепископ Michel-Jules-Joseph-Marie Bernard, C.S.Sp. (18.07.1954 — 2.05.1964);
- архиепископ Théophile Mbemba (23.05.1964 — 14.06.1971);
- кардинал Эмиль Бияенда (14.06.1971 — 23.03.1977);
- архиепископ Barthélémy Batantu (15.11.1978 — 23.01.2001);
- архиепископ Anatole Milandou (с 23 января 2001 года).